# The Contractor
The Contractor (no Brasil, O Agente, em Portugal, O Contrato) é um filme búlgaro, britânico e estadunidense de 2007 que foi produzido e distribuído pela Sony Pictures Home Entertainment, dirigido por Josef Rusnak e lançado diretamente em DVD.

## Sinopse
James Dial (Wesley Snipes) é um assassino estadunidense da CIA, contratado para matar um terrorista que está sob custódia da polícia britânica (Scotland Yard). Ele vai à Inglaterra, recebe ajuda de agentes britânicos e consegue cumprir sua missão, mas na fuga seu parceiro é morto e ele é ferido. Indo para um esconderijo, ele recebe ajuda da vizinha adolescente Emily Day (Eliza Bennett) e se cura dos ferimentos. Ao tentar voltar para os Estados Unidos, ele percebe que as coisas mudaram: seus superiores na CIA estão sob investigação governamental e agora querem silenciá-lo para evitar que seja preso e conte o que sabe.

## Elenco de atores
| Personagem                     | Ator ou Atriz      |
| ------------------------------ | ------------------ |
| James Dial                     | Wesley Snipes      |
| Emily Day                      | Eliza Bennett      |
| Inspetora Annette Ballard      | Lena Headey        |
| Jeremy Collins                 | Ralph Brown        |
| Superintendente Andrew Windsor | Charles Dance      |
| Sennhora Day                   | Gemma Jones        |
| Cramston                       | Iain Robertson     |
| Terry Mitchell                 | Richard Harrington |
| Sir Anthony                    | John Standing      |